# Barner
Barner er navnet på en tysk uradelig slægt, der senere er kommet til Danmark. Slægten stammer fra Schwerin i Mecklenburg, og slægtsvåbenskjoldet er en jernklædt arm
med guldhandske, der holder en brændende fakkel i et blåt felt; på hjelmen er der tre røde faner,
nogen gange med sølvkors. 
Joachim Hartwig Johann von Barner (1699-1768) kom til Danmark, hvor han blev gehejmeråd, hvid ridder og amtmand over Kalundborg, Dragsholm, Sæbygård og Holbæk Amter. I 1738 købte han Vedbygaard, som han ved testamente af 17. maj 1767 oprettede til stamhuset Barnersborg. 
Til successorer blev indsat tre sønner af hans fætters søn, generalmajor Helmuth Gotthardt Barner (1714-) til Algestrup og Egemarke. Den næstældste af disse, kammerjunker Hartvig Gottfried Barner (1763-1811), fik 1794 bevilling til at substituere stamhuset med en fideikommiskapital for sin slægt. Sidstnævnte havde i sit første ægteskab med baronesse Margrethe Krabbe Lehn datteren Christiane Henriette Barner (1788-1860), gift første gang med kammerherre, baron O. D. Kaas-Lehn, anden gang med kammerherre, baron H. C. Rosenørn-Lehn; hun fik i 1804
Baroniet Guldborgland i sin besiddelse efter sin morfader, baron P.A. Lehn, og 1860 – ganske kort før sin død – besiddelsen af Baroniet Lehn efter sin mosters datter, baronesse P.C.E. Rantzau-Lehn. 
En række af ovennævnte generalmajor H.G. Barners efterkommere blev 3. juli 1872 naturaliserede som dansk adel. 
En sønnesøn, kammerherre Helm Gotthard Barner (1791-1851), fik ved patent af 6. maj 1846 tilladelse til at føre navnet Barner-Charisius og det marseliske våben i forbindelse med sit eget, efter at have tiltrådt besiddelsen af stamhuset Constantinsborgs fideikommis, hvortil han havde erhvervet arveret gennem sin moder.
Grev Frederik Holger von Barner (1765-) er stamfader til linjen Eskildstrup ved Haslev, som hans søn, hofjægermester Leopold Theodor von Barner (1809-) gift med Julie Aurelia Munk arvede i 1831 og ejede i 41 år. Sønnen, kammerherre Hans Sophus Vilhelm von Barner (1839-) besad Eskilstrup i 34 år, som han barnløs testamenterede til Indre Mission i 1922. Hans ældre broder Christian von Barner (1834-) forpagter af Eriksholm og Løvenborg) oprettede i 1904 "Det Barnerske Fideikommis" til benefice for sine to døtre Edele Margrethe (Eriksholm) og Soffy Julie v. Barner (Løvenborg) – (stiftsdamer på Vallø), hvis eneste recipient var hans oldebarn øjenlæge Søren Barner (1941-2021) gift med Glen Mariann Barner (1950-2012) og deres 3 børn, Ann Camilla Barner (født 1971) gift Barner-Christensen, mellemste bror Piet Ulrik Barner (født 1974) og den yngste Mark Ole Barner (født 1980). Christians broders (personalhistorikeren Konrad Barner f 1836) datter, stiftsdame Anna Margrethe Iselin v. Barner (1864-), oppebar det for stamhuset Rosenfeldt substituerede fideikommis. Foruden de nævnte gårde har medlemmer af slægten bl.a. ejet Søbo, Kalundborg Ladegaard, Rosenfeldt, Dønnerup, Grundmosegård og Ormstrup (Friisholt). Ikke alle linjer af slægten er naturaliseret som dansk adel.
Slægtens våbenskjold af grenen Eskildstrup bærer inskriptionen "Melior lucem incendere, quam obscurum furere" (hellere tænde lys, end forbande mørke).
Der lever fortsat 3 grene af slægten von Barner i Danmark:
1. Linjen Zaschendorf-Alkestrup-Egemarke.
2. Linjen Zaschendorf-Barnersborg.
3. Linjen Zaschendorf-Eskildstrup.

## Eksterne kilder og henvisninger
- Poul Bredo Grandjean, "Barner", i: Christian Blangstrup (red.), Salmonsens Konversationsleksikon, København: J.H. Schultz Forlag 1915-30.
- Danmarks Adels Aarbog, 92. udgave (1988-1990).
- Konrad von Barner: «Familiengeschichte von Barner. I. / Beiträge zur Geschichte der Familie von Barner, gesammelt und zusammengestellt von dem am 13. August 1903 zu Wiesbaden verstorbenen Königlich Dänischen Kammerherrn Konrad von Barner a. d. H. Zaschendorf-Eskildstrup. Unter Mitwirkung und auf Kosten des Großherzogl. Mecklenb. Kammerherrn Ulrich von Barner auf  T r e b b o w  und Bülow, a. d. H. Zaschendorf-Bülow, überarbeitet, ergänzt und herausgegeben von Archivregistrator F. Rusch zu S c h w e r i n. Band I. Familiengeschichte und Stammtafeln.» (Schwerin i. Meckl. 1910): se https://slaegtsbibliotek.dk/922876.pdf
- Konrad  von Barner (m.fl.): «Familiengeschichte von Barner, II. … Band II. Urkunden und Regesten (1302-1699). Nachträge und Berichtigungen zu den Stammtafeln. Personenregister.» (Schwerin i. Meckl. 1911): se https://slaegtsbibliotek.dk/937022.pdf
- Den danske Lægestand 17. udgave (2000).
- "Adelen lever..." II, Berlingske Tidende s. 7, 30. januar 1983.

- Wikimedia Commons har flere filer relateret til Barner